# Synagoge (Michelbach an der Lücke)

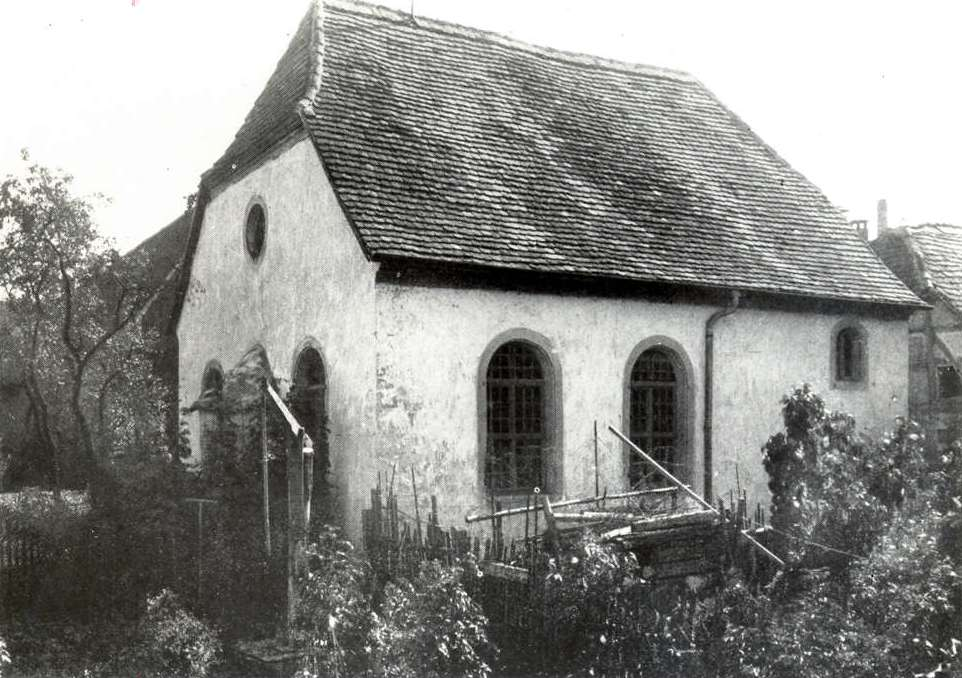
Synagoge Michelbach an der Lücke (1932), Foto beim Landesarchiv Baden-Württemberg

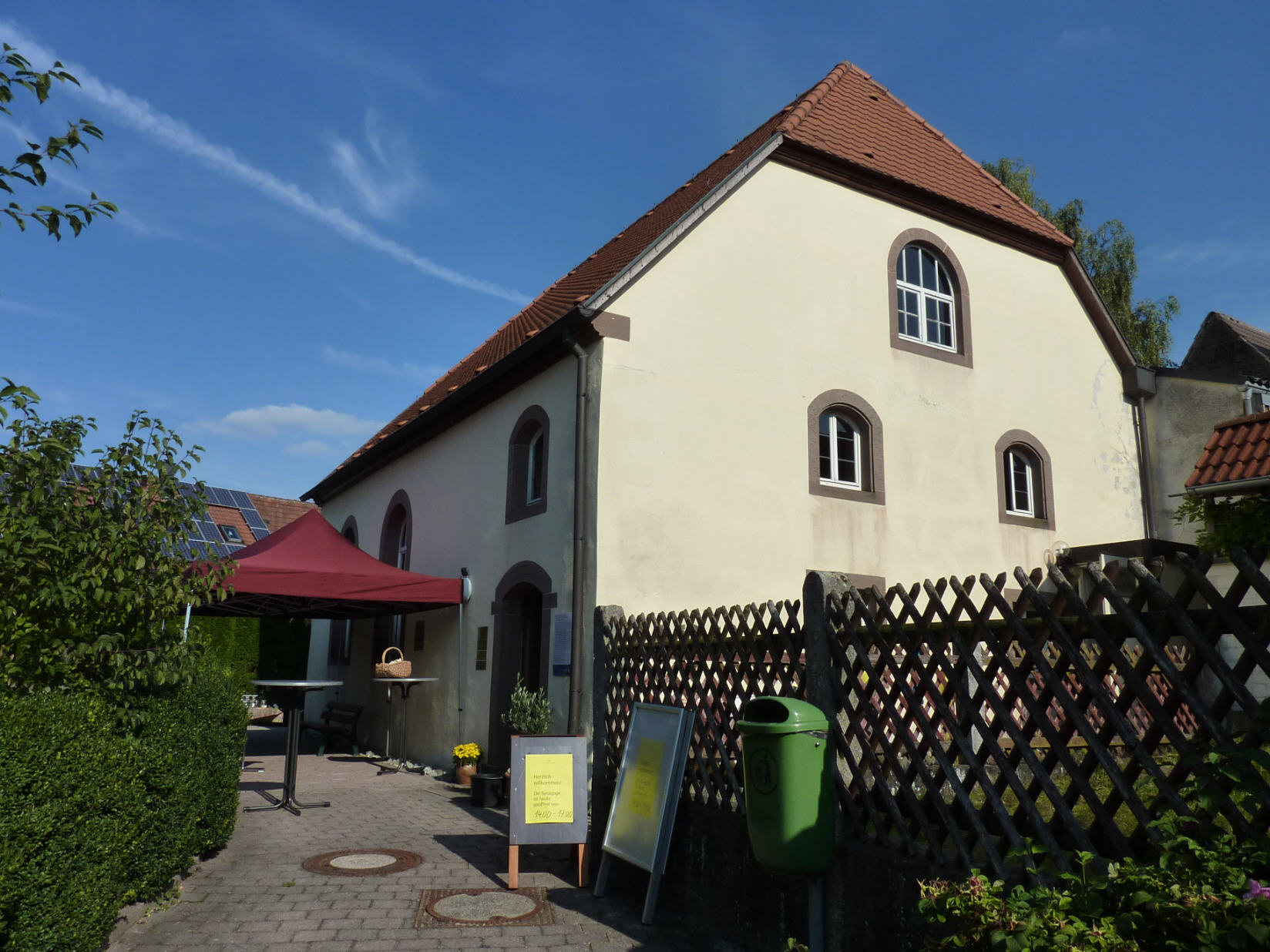
Ehemalige Synagoge in Michelbach im Jahr 2009

Die Synagoge in der Judengasse 2 in Michelbach an der Lücke, einem Ortsteil von Wallhausen, gilt als ältestes erhaltenes jüdisches Gotteshaus in Württemberg und dient heute als Dokumentationszentrum für die Geschichte der Juden in Franken.

## Geschichte
Nachdem die jüdische Gemeinde zunächst einen Betsaal in einem Privathaus genutzt hatte, wurde im Jahr 1756 die Errichtung einer Synagoge auf einem bis dahin unbebauten Grundstück genehmigt. Die Synagoge wurde in den Jahren 1756 und 1757 erbaut. Das barocke Gebäude besaß ein Tonnengewölbe mit Walmdach, hohe Rundbogenfenster, eine Frauenempore und auf der Ostseite eine kleine Apsis, über der sich ein rundes Fenster befand.
Rund hundert Jahre später hatte die Zahl der jüdischen Einwohner mit ihren Höchststand erreicht. Etwa ein Drittel der Bevölkerung Michelbachs gehörte damals der jüdischen Gemeinde an. Anlässlich einer Renovierung zu dieser Zeit – 1859/60 – stiftete der württembergische König vier Kronleuchter für die Synagoge. Wenig später verkleinerte sich die jüdische Gemeinde in Michelbach drastisch. 1933 hatte Michelbach noch 35 jüdische Einwohner, von denen mindestens 16 zur NS-Zeit umkamen. Nach dem Ende der Herrschaft der Nationalsozialisten kehrte ein Gemeindemitglied nach Michelbach zurück, fand aber kein Gotteshaus mehr vor:
In der Reichspogromnacht 1938 wurde ein Fenster eingeworfen, später wurde auch das Innere der Synagoge verwüstet. Das Gebäude diente zunächst als Munitionslager der Flughafenverwaltung Crailsheim, gelangte 1949 in private Hände und wurde dann als Lager einer Mostkellerei verwendet. Als in den 1970er Jahren der Abbruch des verwahrlosten Bauwerks drohte, kaufte die Gemeinde das Haus. 1979 wurde es als erhaltenswertes Baudenkmal anerkannt und 1982 begann die Sanierung mit Landesmitteln. Die Dachkonstruktion wurde durch einen Betongurt stabilisiert, die Wand- und Deckenmalereien sowie der Toraschrein und der Almemor wurden nach einer Fotografie aus dem Jahr 1932 rekonstruiert. Seit 1984 dient die ehemalige Synagoge als Dokumentationszentrum.

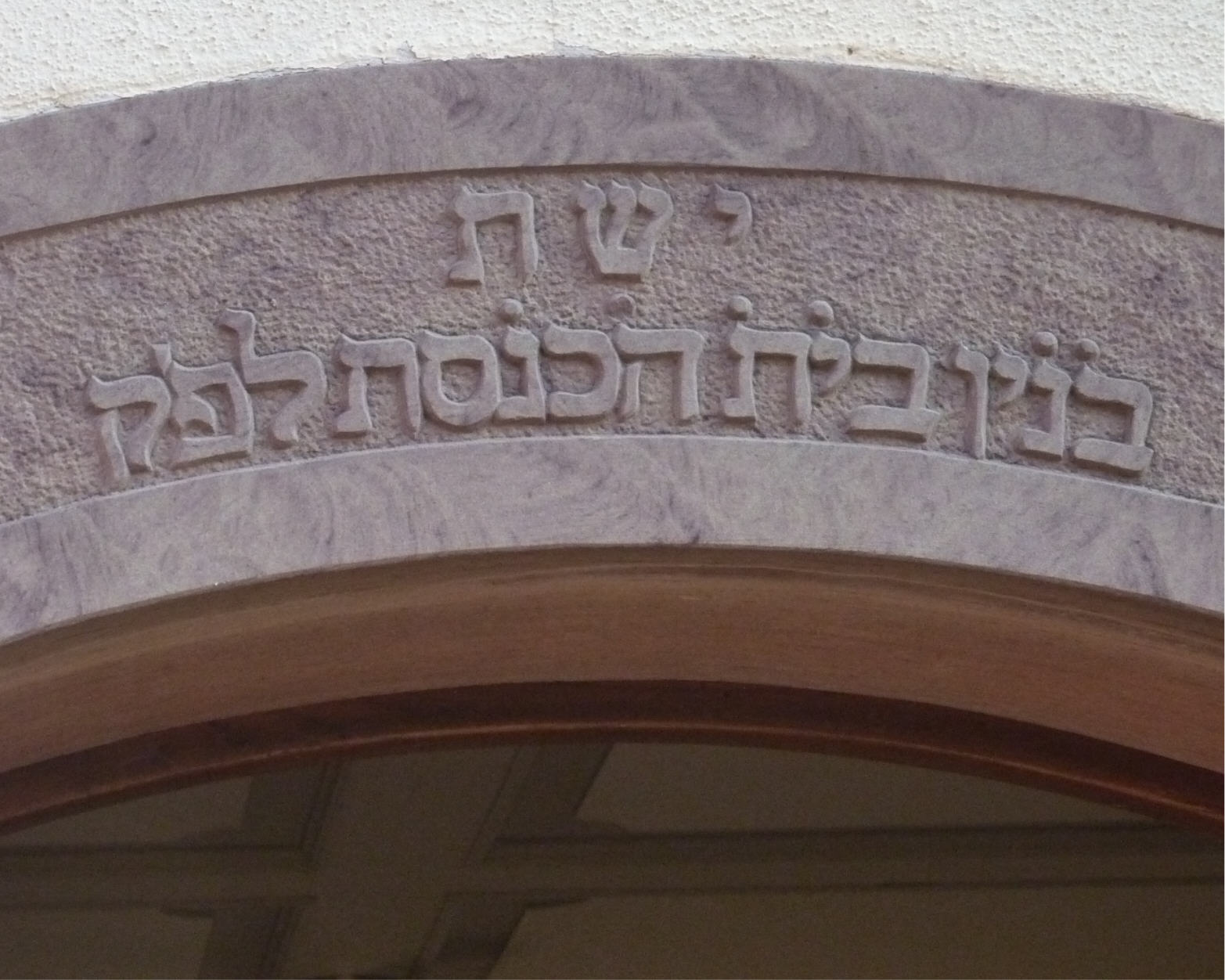
Inschrift über dem Eingang
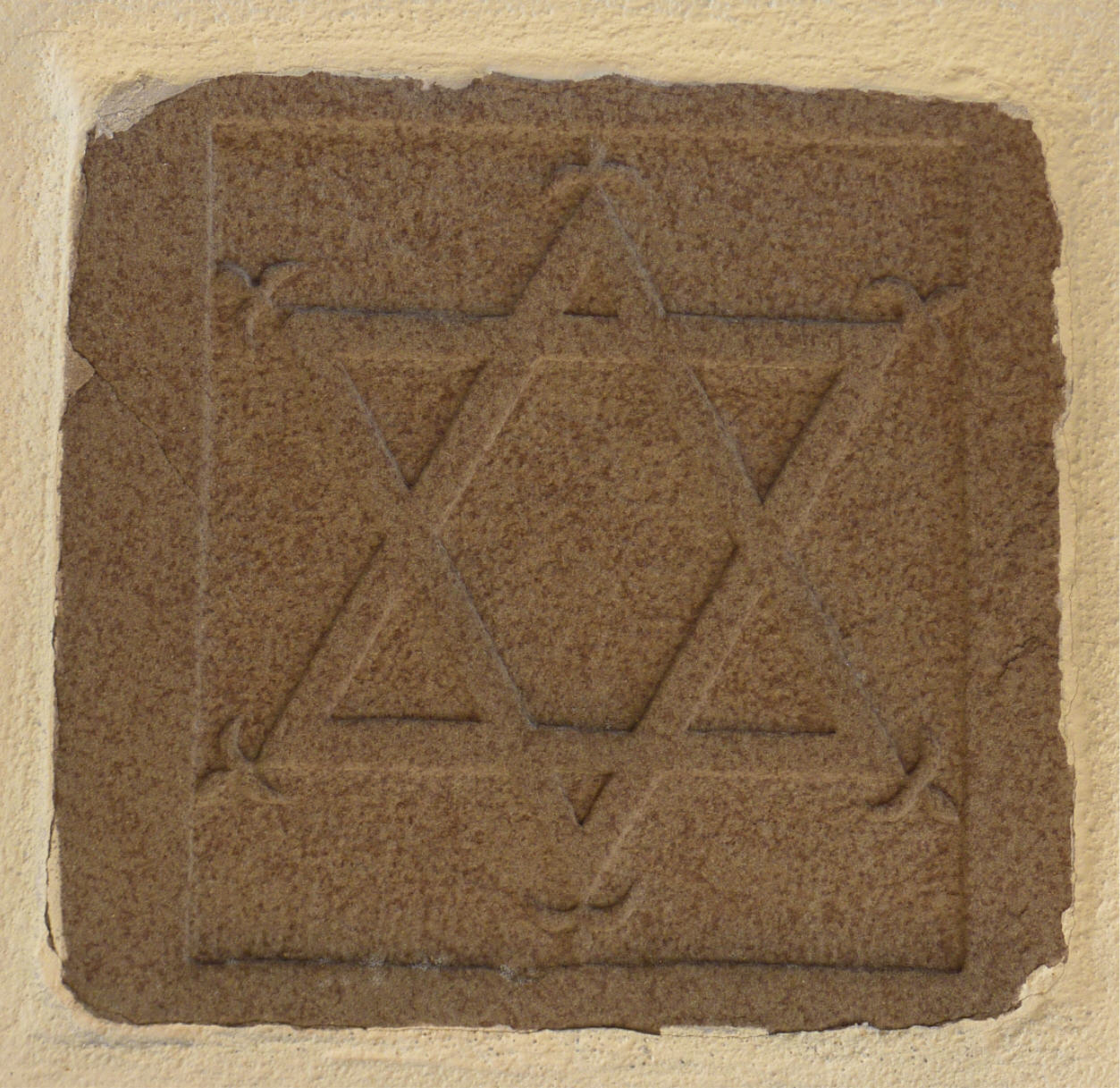
Davidstern (Hochzeitsstein)
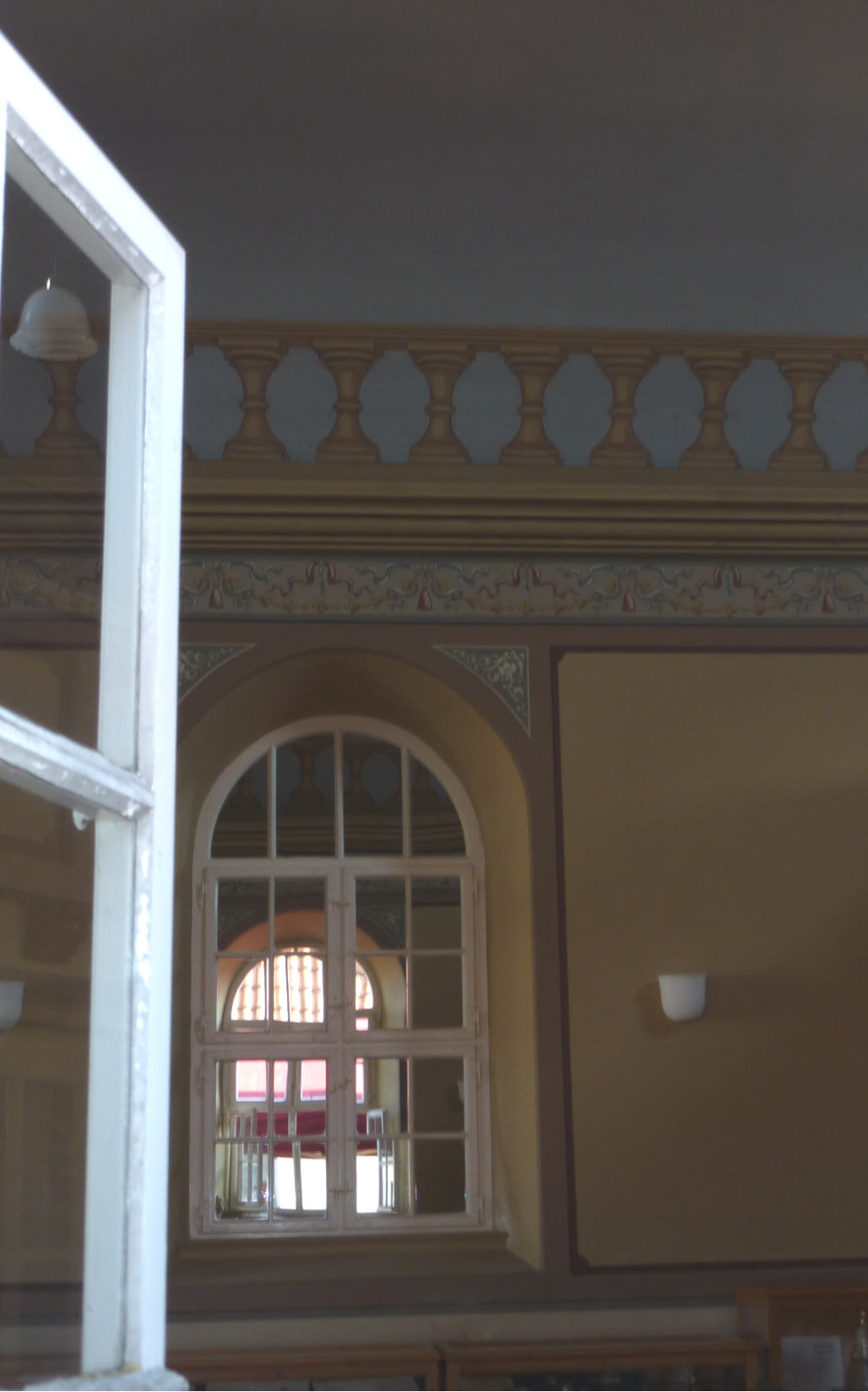
Blick ins Innere